# 6041-es busz
A 6041-es jelzésű autóbuszvonal regionális autóbuszjárat Siófok és Barcs között, melyet a Volánbusz Zrt. lát el.

## Közlekedése
A járat Siófokot és Barcsot köti össze.
Útvonalának hossza Barcs felé 179,9 km, menetideje nyári tanszünetben szabad- és munkaszüneti napokon 3 óra 58 perc, tanév tartama alatt szabad- és munkaszüneti napokon 3 óra 50 perc.
Útvonalának hossza Siófok felé nyári tanszünetben naponta és tanév tartama alatt szabad- és munkaszüneti napokon 160,3 km, tanév tartama alatt munkanapokon166,3 km. Menetideje tanév tartama alatt szabad- és munkaszüneti napokon 3 óra 52 perc, tanév tartama alatt munkanapokon és nyári tanszünetben naponta 3 óra 57 perc.
Egy járatpár szállítja az utasokat Barcs felé szabad- és munkaszüneti napokon, Siófok felé naponta.

## Megállóhelyei
| 0  | Siófok, autóbusz-állomás végállomás               | 69 | 65 | 57  | 1, 2, 2A, 3, 4, 5, 6, 7, 8, 14, 14A, 18, 24, N2 1172, 1174, 1177, 1302, 1402, 1499, 1506, 1512, 1528, 1563, 1564, 1592, 1593, 1708, 1740, 1742, 1804, 1840, 1842 5439, 5458, 5578, 5608, 5626, 5906, 5916, 5917, 6008, 6010, 6011, 6015, 6016, 6018, 6030, 6035, 6038, 6040, 6042, 6043, 6051, 6053, 6101, 6374, 7324, 7325, 8228, 8274, 8325, 8326 S30, S34, S35, személyvonat, sebesvonat, Déli<-parti sebesvonat, InterRégió, Déli<-parti InterRégió, Déli->parti InterRégió, Napfürdő InterRégió, Esti Csók InterRégió, Vitorlás InterRégió, Panoráma expresszvonat, Jégmadár expresszvonat, Aranypart expresszvonat, Ezüstpart expresszvonat, Aranyhíd expresszvonat, Balaton InterCity, Tópart InterCity, Agram-Tópart nemzetközi InterCity, Adria nemzetközi InterCity |
| ∫  | Siófok, Dózsa György utca                         | 68 | 64 | ∫   | 3, 14, 14A 1506, 1593, 1708 5458, 5906, 5916, 5917, 6008, 6010, 6015, 6016, 6018, 6030, 6035, 6038, 6040, 6042, 6043, 6051, 6053, 6101, 7324, 7325, 8325, 8326 |
| ∫  | Siófok, városháza                                 | 67 | 63 | ∫   | 1, 4, 5, 6, 7, 8, 14, 14A, 18, 24, N2 1174, 1506, 1593, 1708 5439, 5578, 5906, 5916, 5917, 6010, 6011, 6015, 6016, 6018, 6030, 6035, 6038, 6040, 6042, 6043, 6051, 6053, 6101, 6374, 8274 |
| 1  | Siófok, Kórház                                    | 66 | 62 | 56  | 4, 6, 7, 8, 14, 14A, 18, 24 1174, 1506, 1592, 1593, 1708, 1742 5906, 5916, 6016, 6030, 6035, 6038, 6040, 6042, 6043, 6051, 6053, 6101, 6374 |
| ∫  | Siófok, Fokihegyi iskola                          | 65 | 61 | ∫   | 5, 8 1174, 1506, 1593, 1708 5906, 5916, 6016, 6030, 6035, 6038, 6040, 6042, 6043, 6051, 6053 |
| ∫  | Siófok, (Balatonszéplak) Felső vasúti megállóhely | 64 | 60 | ∫   | 1, 5, 6, 8 1174, 1506, 1593, 1708 5906, 5916, 6016, 6030, 6035, 6038, 6040, 6042, 6043, 6051, 6053, 6374 S30, S34, S35, személyvonat, Déli<-parti sebesvonat, InterRégió, Déli<-parti InterRégió, Déli->parti InterRégió, Vitorlás InterRégió, Jégmadár expresszvonat, Aranypart expresszvonat, Ezüstpart expresszvonat |
| ∫  | Siófok, (Balatonszéplak) Alsó vasúti megállóhely  | 63 | 59 | ∫   | 1, 14 1174, 1506, 1593, 1708 5906, 5916, 6016, 6030, 6035, 6038, 6040, 6042, 6043, 6051, 6053, 6374 S30, S34, S35, személyvonat, Déli<-parti sebesvonat, InterRégió, Déli<-parti InterRégió, Déli->parti InterRégió, Vitorlás InterRégió, Jégmadár expresszvonat, Aranypart expresszvonat |
| ∫  | Zamárdi, Endrédi patak                            | 62 | 58 | ∫   | 1174, 1506, 1593, 1708 5906, 5916, 6016, 6030, 6035, 6038, 6040, 6042, 6043, 6051, 6053 |
| ∫  | Zamárdi, Felső vasútállomás                       | 61 | 57 | ∫   | 1174, 1506, 1593, 1708 5906, 5916, 6016, 6030, 6035, 6038, 6040, 6042, 6043, 6051, 6053, 6374 S30, S34, S35, személyvonat, Déli<-parti sebesvonat, InterRégió, Déli<-parti InterRégió, Déli->parti InterRégió, Vitorlás InterRégió, Jégmadár expresszvonat |
| 2  | Zamárdi, vasúti megállóhely                       | 60 | 56 | 55  | 1174, 1177, 1402, 1499, 1506, 1528, 1592, 1593, 1708, 1742, 1842 5906, 5916, 6016, 6030, 6035, 6038, 6040, 6042, 6043, 6051, 6053, 6101, 6374 S30, S34, S35, személyvonat, Déli<-parti sebesvonat, InterRégió, Déli<-parti InterRégió, Déli->parti InterRégió, Napfürdő InterRégió, Esti Csók InterRégió, Vitorlás InterRégió, Jégmadár expresszvonat, Aranypart expresszvonat, Ezüstpart expresszvonat, Aranyhíd expresszvonat, Balaton InterCity, Tópart InterCity, Agram-Tópart nemzetközi InterCity, Adria nemzetközi InterCity |
| 3  | Zamárdi, Csap utca                                | 59 | 55 | 54  | 1402, 1499, 1506, 1528, 1592, 1742, 1842 5906, 5916, 6030, 6035, 6038, 6040, 6042, 6043, 6051 |
| ∫  | Szántód, Szántódpuszta                            | 58 | 54 | ∫   | 1506 5906, 5916, 6030, 6035, 6038, 6040, 6042, 6043, 6051 |
| 4  | Balatonföldvár, szántódi elágazás                 | 57 | 53 | 53  | 1174, 1177, 1402, 1499, 1506, 1528, 1592, 1593, 1742, 1842 5906, 5916, 6030, 6035, 6038, 6040, 6042, 6043, 6051, 6101, 6374 |
| 5  | Balatonföldvár, Mátyás király utca                | 56 | 52 | 52  | 1174, 1402, 1499, 1506, 1528, 1592, 1593, 1742, 1842 5906, 5916, 6030, 6035, 6038, 6040, 6042, 6043, 6051, 6374 |
| 6  | Balatonföldvár, Központi Autóbusz-váróterem       | 55 | 51 | 51  | 1174, 1177, 1402, 1499, 1506, 1528, 1592, 1593, 1742, 1842 5906, 5916, 6030, 6035, 6038, 6040, 6042, 6043, 6051, 6072, 6101, 6374 |
| 7  | Balatonföldvár, Szépkilátó                        | 54 | 50 | 50  | 1402, 1499, 1506, 1528, 1592, 1742, 1842 5906, 6038, 6040, 6042, 6043, 6051 |
| 8  | Balatonszárszó, Jószef Attila üdülő               | 53 | 49 | 49  | 1402, 1499, 1506, 1528, 1592, 1742, 1842 5906, 6038, 6040, 6042, 6043, 6051 |
| 9  | Balatonszárszó, Béketelep                         | 52 | 48 | 48  | 1402, 1499, 1506, 1528, 1592, 1742, 1842 5906, 6038, 6040, 6042, 6043, 6051 |
| 10 | Balatonszárszó, községháza                        | 51 | 47 | 497 | 1177, 1402, 1499, 1506, 1528, 1592, 1742, 1842 5906, 6038, 6040, 6042, 6043, 6051, 6101, 6374 |
| 11 | Balatonszárszó, horgásztó                         | 50 | 46 | 46  | 1402, 1499, 1506, 1528, 1592, 1742, 1842 5906, 6040, 6042, 6043 |
| 12 | Balatonőszöd, 7. sz. út                           | 49 | 45 | 45  | 1177, 1402, 1499, 1506, 1528, 1592, 1742, 1842 5906, 6040, 6042, 6043, 6101, 6374 |
| 13 | Balatonszemes, községháza                         | 48 | 44 | 44  | 1177, 1402, 1499, 1506, 1528, 1592, 1742, 1842 5906, 6040, 6042, 6043, 6101, 6374 |
| 14 | Balatonszemes, Németh Pál utca                    | 47 | 43 | 43  | 1402, 1499, 1506, 1528, 1592, 1742, 1842 5906, 6040, 6042, 6043 |
| 15 | Balatonszemes, alsó                               | 46 | 42 | 42  | 1402, 1499, 1506, 1528, 1592, 1742, 1842 5906, 6040, 6042, 6043 |
| 16 | Balatonlelle, Rádpusztai elágazás                 | 45 | 41 | 41  | 1402, 1499, 1506, 1528, 1592, 1742, 1842 5906, 6040, 6042, 6043 |
| 17 | Balatonlelle, felső                               | 44 | 40 | 40  | 1402, 1499, 1506, 1528, 1592, 1742, 1842 5906, 6040, 6042, 6043 |
| 18 | Balatonlelle, Becsali köz                         | 43 | 39 | 39  | 1402, 1499, 1506, 1528, 1592, 1742, 1842 5906, 6040, 6042, 6043, 6101, 6374 |
| 19 | Balatonlelle, vasúti megállóhely                  | 42 | 38 | 38  | 1177, 1402, 1499, 1506, 1528, 1578, 1579, 1592, 1665, 1673, 1742, 1842 5905, 5906, 6040, 6042, 6043, 6071, 6101, 6195, 6374 S30, S34, S35, személyvonat, Déli<-parti sebesvonat, InterRégió, Déli<-parti InterRégió, Déli->parti InterRégió, Napfürdő InterRégió, Esti Csók InterRégió, Vitorlás InterRégió, Jégmadár expresszvonat, Aranypart expresszvonat, Ezüstpart expresszvonat, Aranyhíd expresszvonat, Balaton InterCity, Tópart InterCity, Agram-Tópart nemzetközi InterCity |
| ∫  | Balatonlelle, városháza                           | 41 | 37 | 37  | 5905, 5906, 6071 |
| ∫  | Balatonlelle, alsó                                | 40 | 36 | 36  | 5905, 5906, 6071 |
| 20 | Látrány, községháza                               | 39 | 35 | 35  | 1592 5905, 5906, 6071 |
| ∫  | Somogytúr, felső                                  | 38 | 34 | 34  | 5905, 5906, 6071 |
| 21 | Somogytúr, községháza                             | 37 | 33 | 33  | 1592 5905, 5906, 6071 |
| ∫  | Somogybabod, Tardpuszta                           | 36 | 32 | 32  | 5905, 5906 |
| 22 | Somogybabod, felső                                | 35 | 31 | 31  | 1175, 1592, 1665 5905, 5906 |
| ∫  | Gamás, Jazvinapuszta                              | 34 | 30 | 30  | 5905, 5906 |
| ∫  | Gamás, temető                                     | 33 | ∫  | ∫   | 5905, 5906 |
| ∫  | Gamás, községháza                                 | 32 | ∫  | ∫   | 5905, 5906 |
| ∫  | Gamás, temető                                     | 31 | ∫  | ∫   | 5905, 5906 |
| ∫  | Gamás, Jazvinapuszta                              | 30 | 30 | 30  | 5905, 5906 |
| 23 | Gamás, Vadépuszta                                 | 29 | 29 | 29  | 1592 5905, 5906 |
| 24 | Mernye, Kossuth Lajos utca                        | 28 | 28 | 28  | 1175, 1592 5900, 5905, 5906 |
| 25 | Mernye, központi autóbusz-váróterem               | 27 | 27 | 27  | 1175, 1592 5900, 5905, 5906, 5991 |
| 26 | Somogyaszaló, kultúrház                           | 26 | 26 | 26  | 1175, 1592 5900, 5905, 5906, 5991 |
| ∫  | Kaposvár, Deseda parkerdő                         | 25 | 25 | 25  | 5900, 5905, 5906, 5991 |
| ∫  | Kaposvár (Kaposfüred), központ                    | 24 | 24 | 24  | 23, 26, 47, 70, 71, 72, 73 5900, 5905, 5906, 5991 |
| ∫  | Kaposvár, VOLÁN-telep                             | 23 | 23 | 23  | 23, 26, 47, 70, 71, 72, 73 5900, 5905, 5906, 5991 |
| ∫  | Kaposvár, laktanya                                | 22 | 22 | 22  | 12, 20, 23, 26, 27, 42, 47, 51, 70, 71, 72, 73 5900, 5905, 5906, 5991 |
| ∫  | Kaposvár, Kinizsi lakótelep                       | 21 | 21 | 21  | 20, 23, 26, 27, 42, 47, 70, 71, 72, 73 5900, 5905, 5906, 5991 |
| 27 | Kaposvár, Füredi utca csomópont                   | 20 | 20 | 20  | 13, 20, 21, 23, 27, 32, 33, 40, 41, 42, 47, 70, 71, 72, 73, 91 1172, 1174, 1175, 1176, 1592, 1593 5606, 5900, 5905, 5906, 5910, 5912, 5913, 5914, 5916, 5917, 5918, 5922, 5923, 5924, 5925, 5928, 5931, 5932, 5934, 5935, 5950, 5960, 5962, 5964, 5966, 5969, 5970, 5972, 5974, 5976, 5980, 5982, 5984, 5985, 5986, 5987, 5988, 5989, 5991, 6011 |
| 28 | Kaposvár, Autóbusz-Állomás                        | 19 | 19 | 19  | 12, 13, 20, 21, 23, 26, 27, 31, 32, 33, 40, 41, 42, 43, 44, 45, 46, 47, 51, 61, 62, 70, 71, 72, 73, 74, 75, 81, 82, 83, 84, 85, 86, 87, 88, 89, 90, 91 1172, 1174, 1175, 1176, 1503, 1569, 1578, 1579, 1592, 1593, 1641, 1665, 1668, 1673, 1725, 1742 5606, 5690, 5900, 5905, 5906, 5910, 5912, 5913, 5914, 5916, 5917, 5918, 5920, 5922, 5923, 5924, 5925, 5928, 5930, 5931, 5932, 5934, 5935, 5940, 5942, 5947, 5950, 5960, 5962, 5964, 5966, 5969, 5970, 5972, 5974, 5976, 5980, 5982, 5984, 5985, 5986, 5987, 5988, 5989, 5991, 6011 |
| 29 | Kaposvár, Füredi utca csomópont                   | 18 | 18 | 18  | 13, 20, 21, 23, 27, 32, 33, 40, 41, 42, 47, 70, 71, 72, 73, 91 1172, 1174, 1175, 1176, 1592, 1593 5606, 5900, 5905, 5906, 5910, 5912, 5913, 5914, 5916, 5917, 5918, 5922, 5923, 5924, 5925, 5928, 5931, 5932, 5934, 5935, 5950, 5960, 5962, 5964, 5966, 5969, 5970, 5972, 5974, 5976, 5980, 5982, 5984, 5985, 5986, 5987, 5988, 5989, 5991, 6011 |
| 30 | Kaposmérő, iskola                                 | 17 | 17 | 17  | 5950, 5960, 5962, 5964, 5966, 5969, 5970, 5972, 5974, 5976, 6011 |
| 31 | Bárdudvarnok, felső                               | 16 | 16 | 16  | 5960, 5962, 5964, 5966, 6011 |
| 32 | Kadarkút, Központi Autóbusz-váróterem             | 15 | 15 | 15  | 1562, 1641 5686, 5960, 5962, 5964, 5966, 5969, 5996, 6011 |
| 33 | Mike, autóbusz-váróterem                          | 14 | 14 | 14  | 1562, 1641 5686, 5966 |
| 34 | Lábod, templom                                    | 13 | 13 | 13  | 1177 5688, 5966, 6081, 6115, 6116 |
| 35 | Lábod, felső                                      | ∫  | ∫  | ∫   | 1562, 1641 5686, 5966, 6115, 6116 |
| 36 | Nagyatád (Henész), bejárati út                    | ∫  | ∫  | ∫   | 1 1177 5688, 5966, 6081, 6115, 6116 |
| 37 | Nagyatád, posta                                   | ∫  | ∫  | ∫   | 1, 4 1177 5686, 5688, 5966, 6081, 6115, 6116, 6117, 6119 |
| 38 | Nagyatád, autóbusz-állomás                        | ∫  | ∫  | ∫   | 1, 4, 5 1177, 1562, 1641 5686, 5688, 5966, 6081, 6100, 6101, 6102, 6103, 6104, 6115, 6116, 6117, 6119, 6120, 6122 |
| 39 | Nagyatád, posta                                   | ∫  | ∫  | ∫   | 1, 4 1177 5686, 5688, 5966, 6081, 6115, 6116, 6117, 6119 |
| 40 | Nagyatád (Henész), bejárati út                    | ∫  | ∫  | ∫   | 1 1177 5688, 5966, 6115, 6116 |
| 41 | Lábod, felső                                      | ∫  | ∫  | ∫   | 1562, 1641 5686, 5966, 6115, 6116 |
| 42 | Lábod, templom                                    | 13 | 13 | 13  | 1177 5688, 5966, 6081, 6115, 6116 |
| 43 | Lábod, alsó                                       | 12 | 12 | 12  | 5966, 6081, 6115, 6116 |
| 44 | Görgeteg, Kuntelepi elágazás                      | 11 | 11 | 11  | 1177 5688, 5966, 6081, 6115 |
| 45 | Görgeteg, alsó                                    | 10 | 10 | 10  | 5966, 6081, 6115 |
| 46 | Csokonyavisonta, fürdő bejárati út                | 9  | 9  | 9   | 1177 5688, 5966, 6081, 6115 |
| 47 | Csokonyavisonta, felső                            | 8  | 8  | 8   | 1177 5688, 5966, 6081, 6115 |
| 48 | Csokonyavisonta, községháza                       | 7  | 7  | 7   | 1177 5688, 5966, 6081, 6115 |
| 49 | Csokonyavisonta, iskola                           | 6  | 6  | 6   | 5688, 5966, 6081, 6115 |
| 50 | Csokonyavisonta, alsó                             | 5  | 5  | 5   | 1177 5688, 5966, 6081, 6115 |
| 51 | Csokonyavisonta, temető                           | 4  | 4  | 4   | 5966, 6081, 6115 |
| 52 | Barcs (Somogytarnóca), autóbusz-váróterem         | 3  | 3  | 3   | 1177 5688, 5966, 6081, 6115 |
| 53 | Barcs, somogytarnócai elágazás                    | 2  | 2  | 2   | 5966, 6081, 6096, 6115 |
| 54 | Barcs, Béke utca                                  | 1  | 1  | 1   | 1177 5687, 5688, 5964, 5966, 6011, 6081, 6085, 6088, 6091, 6092, 6096, 6115 |
| 55 | Barcs, vasútállomás végállomás                    | 0  | 0  | 0   | 1177 5688, 5964, 5966, 6011, 6081, 6085, 6088, 6091, 6092, 6096, 6115 személyvonat, Pannónia InterRégió |